# Jerome Clark
Jerome Clark (n. 27 noiembrie 1946) este un cercetător american și scriitor, specializat în obiecte zburătoare neidentificate și alte subiecte paranormale. El a apărut la emisiunea ABC News, Mistere nerezolvate (Unsolved Mysteries), în Sightings și pe canalul A&E.

## Biografie
Clark a lucrat ca scriitor, reporter și editor la mai multe reviste care se ocupă de OZN-uri și alte subiecte paranormale. A fost editor al revistei Fate și al International UFO Reporter. Clark a fost membru al consiliului de administrație al CUFOS.
În anii 1990, Clark a scris UFO Book, o versiune prescurtată a The UFO Encyclopedia (Enciclopedia OZN), care a câștigat în 1998 Premiul Benjamin Franklin la categoria Știință/Mediu sponsorizată de Independent Book Publishers Association.
În recenzia cărții sale din 1999 Cryptozoology A to Z (Cripto-zoologie de la A la Z), Salon.com comenta că Clark și co-autorul Loren Coleman "prezintă un caracter înduioșător de susținere" a  unui subiect care de multe ori este criticat pentru lipsa sa de rigoare științifică.
Sunday Express combină recenziile sale asupra cărții lui Clark din 2000, Extraordinary Encounters, An Encyclopedia of Extraterrestrials and Otherworldly Beings (Întâlniri extraordinare, o enciclopedie a extraterestrilor și a altor ființe supranaturale) cu o altă carte similară intitulată UFOs and Popular Culture (OZN-urile și cultura populară) de James R. Lewis, numind ambele cărți "inexplicabil de amuzante" și comentând că autorii "au reușit să gestioneze un echilibru între o raționalitate sănătoasă și o minte deschisă, nici prea-sceptică dar nici gata să creadă pretențiile negustorilor de OZN-uri."

## Muzică
Clark a scris cântece care au fost înregistrate sau interpretate de muzicieni, cum ar fi Emmylou Harris, Mary Chapin Carpenter sau Tom T. Hall. A colaborat cu Robin și Linda Williams. A scris, de asemenea, o serie de recenzii pentru albume și CD-uri de muzică americană pentru revista Rambles.

## Cărți publicate
- Extraordinary Encounters: an Encyclopedia of Extraterrestrials and Otherworldly Beings, 2000, ABC-CLIO. ISBN 1-57607-379-3
- Encyclopedia of Strange and Unexplained Physical Phenomena, 1993, Thomson Gale Press, ISBN 0-8103-8843-X
- The UFO Book: Encyclopedia of the Extraterrestrial, 1997, Visible Ink Press, ISBN 1-57859-029-9
- The UFO Encyclopedia: The Phenomenon From The Beginning (2-Volume Set), 1998, Omnigraphics Books, ISBN 0-7808-0097-4
- Strange Skies: Pilot Encounters with UFOs, 2003, Citadel Books, ISBN 0-8065-2299-2
- Unexplained: Strange Sightings, Incredible Occurrences, and Puzzling Physical Phenomena, second edition, 2003, Visible Ink Press, ISBN 0-7808-0715-4
- Unnatural Phenomena: A Guide to the Bizarre Wonders of North America, 2005, ABC-Clio Books, ISBN 1-57607-430-7
- Hidden Realms, Lost Civilizations, and Beings from Other Worlds, 2010, Visible Ink Press, ISBN 1-57859-175-9
- Cryptozoology A to Z: The Encyclopedia of Loch Monsters, Sasquatch, Chupacabras, and Other Authentic Mysteries of Nature by Loren Coleman and Jerome Clark. Simon and Schuster, 1999. ISBN 0684856026
- The Unidentified & Creatures of the Outer Edge by Jerome Clark and Loren Coleman. Anomalist Books, 2006. ISBN 1933665114
- Earths Secret Inhabitants by D Scott Rogo and Jerome Clark. Tempo Books, 1979. ISBN 0-448-17062-0
- The Unidentified: Notes Toward Solving the UFO Mystery by Jerome Clark and Loren Coleman. Warner Paperback Library, 1975. ISBN 0-446-78735-3
- Creatures of the goblin world by Jerome Clark and Loren Coleman. Clark Publications, 1984
- Spacemen, demons, and conspiracies by Jerome Clark. Fund for UFO Research, 1997
- Strange & Unexplained Happenings: When Nature Breaks the Rules of Science by Jerome Clark and Nancy Pear. UXL Publishing. ISBN 0-8103-9780-3

## Legături externe
- http://ro.ozn.wikia.com/wiki/Jerome_Clark
- Book information page for UFO Encyclopedia: The Phenomenon from the Beginning Arhivat în 15 iulie 2011, la Wayback Machine.
- http://www.youtube.com/watch?v=-1xIVQhhDPc